# Gusztáv Sebes
Gusztáv Sebes (rodným jménem Gusztáv Scharenpeck; 22. ledna 1906 – 30. ledna 1986) byl maďarský fotbalista a trenér. S titulem náměstka ministra sportu trénoval v 50. letech maďarský tým známý jako Zlatá jedenáctka. Mezi hráči v týmu byli Ferenc Puskás, Zoltán Czibor, Sándor Kocsis, József Bozsik a Nándor Hidegkuti. Spolu s Bélou Guttmannem a Mártonem Bukovim tvořil triumvirát radikálních maďarských trenérů, kteří stáli v rozestavení 4-2-4.
Sebes obhajoval to, co nazýval socialistickým fotbalem, ranou verzí totálního fotbalu, kde každý hráč táhl stejnou váhu a byl schopen hrát na všech pozicích. Pod Sebesem zůstalo Maďarsko neporaženo 22 zápasů v řadě. Během této jízdy se Maďarsko stalo olympijským vítězem v roce 1952 a mistrem střední Evropy v roce 1953. Také dvakrát porazili Anglii, 6:3 v roce 1953 a 7:1 v roce 1954, a skončili druzí na Mistrovství světa ve fotbale 1954. Porážka ve finále znamenala začátek konce pro Sebese. Po této porážce se Maďarsko pustilo do 18 zápasů bez porážky, která skončila 19. února 1956, kdy prohrálo 1:3 s Tureckem. Navzdory vítězné sérii byl Sebes propuštěn po porážce 5:4 s Belgií 3. června 1956. Fotbalu se věnoval celý život, pracoval jako administrátor a zastával trenérské pozice v Újpesti Dózsa SC, Honvédu Budapešť a Diósgyőri VTK.
Gusztáv Sebes, tehdejší maďarský náměstek ministra sportu a viceprezident UEFA, se zúčastnil jejího zasedání na začátku dubna 1955 s cílem prostudovat návrh na vytvoření Evropského poháru, kterého by se účastnily nejlepší týmy kontinentu. Iniciativu podpořil francouzský sportovní deník L'Équipe, tehdejší ředitel Gabriel Hanot spolu se svým kolegou Jacquesem Ferranem a s podporou prezidenta Realu Madrid Santiaga Bernabéua a Sebese.

## Hráčská kariéra
Sebes se narodil v Budapešti v Rakousku-Uhersku. Syn ševce hrál zpočátku mládežnický fotbal v Maďarsku, mimo jiné s klubem Vasas SC. Poté pracoval jako odborový organizátor jak v Budapešti, tak později v Paříži, kde byl čtyři roky zaměstnán jako montér u Renaultu v Billancourtu. Sebes také hrál za tovární tým Club Olympique Billancourt. Po návratu do Maďarska v roce 1920 hrál za MTK Hungária FC, kde jeho spoluhráči byli Jenő Kálmár a Pál Titkos, kteří později pracovali jako asistenti Sebese. Dalšími spoluhráči byli Iuliu Baratky a Ferenc Sas. Během svého působení v MTK pomohl klubu třikrát vyhrát maďarskou ligu a jednou maďarský pohár.

## Trenérská kariéra

### Reprezentace
V roce 1948 byl Sebes spolu s Bélou Mandikem a Gáborem Kompóti-Kléberem členem tříčlenného výboru, který se ujal vedení maďarského národního fotbalového týmu. Nicméně, v roce 1949, s titulem náměstka ministra sportu, byl Sebes jediným zodpovědným a dostal úplnou kontrolu nad plánováním pro národní stranu. Byl inspirován rakouským Wunderteamem a italským týmem, který vyhrál dva světové poháry v letech 1934 a 1938. Oba týmy byly převážně vybírány z jednoho nebo dvou klubů a Sebes chtěl podobný systém v Maďarsku. V lednu 1949, kdy se Maďarsko stalo komunistickým státem, dalo Sebesovi příležitost následné znárodnění fotbalových klubů. Dva největší maďarské kluby v té době byly Ferencvárosi TC a MTK Hungária FC. Zatímco však MTK převzala tajná policie (ÁVH), Ferencváros byl považován za nevhodný kvůli svým pravicovým a nacionalistickým tradicím. Sebes se místo toho obrátil na Kispest AC a klub převzalo maďarské ministerstvo obrany; Stal se z něj tým maďarské armády a následně byl přejmenován na Budapest Honvéd SE.
V týmu Kispest AC již byli Ferenc Puskás a József Bozsik, ale branná povinnost nyní umožnila Honvédu naverbovat Sándora Kocsise, Zoltána Czibora a László Budaie z Ferencvárosi TC; Gyula Lóránt z Vasas SC; a brankář Gyula Grosics. Sebes byl schopen efektivně využít Honvéd jako tréninkový tábor pro národní tým. Mezitím v MTK začal trenér Márton Bukovi používat vitální rozestavení 4-2-4, které později převzal Sebes. Zejména Bukovi spolu s Péterem Palotásem a Nándorem Hidegkutim propagoval klíčovou pozici staženého středního útočníka. Další hráči MTK, Mihály Lantos a József Zakariás, poskytli mocným Maďarům pevnou obranu.

### Olympijští šampioni
Bylo to na letních olympijských hrách v Helsinkách v roce 1952, kdy se Sebes a jeho mocní Maďaři poprvé dostali do popředí. S útočnou řadou, která zahrnovala Ference Puskáse, Sándora Kocsise a super-sub Pétera Palotáse, Maďarsko snadno postoupilo do finále. V pěti zápasech vstřelili 20 gólů a inkasovali jen dva. V semifinále porazili obhájce titulu Švédsko 6:0; a ve finále porazili Jugoslávii 2:0 díky gólům Puskáse a Zoltána Czibora. Mezi těmi, kdo byli svědky vítězství Maďarska na olympijských hrách, byl Stanley Rous, generální sekretář anglické FA a budoucí prezident FIFA; následně oslovil Sebese a pozval Maďarsko, aby hrálo s Anglií ve Wembley.

### Maďarsko vs. Anglie
Sebes se na zápas s Anglií pečlivě připravoval. Vypůjčil si těžší typ míčů, které používá anglická FA, aby s nimi jeho tým mohl trénovat, a změnil své tréninkové hřiště tak, aby rozměry odpovídaly rozměrům ve Wembley. Uspořádal také tréninkové zápasy proti maďarským klubům, které měly nařízeno hrát v anglickém stylu, a 15. listopadu 1953 – dva týdny před zápasem s Anglií – hrálo Maďarsko se švédským týmem, který trénoval Angličan George Raynor. Na pozici hluboko ležícího středního útočníka se také rozhodl nasadit Nándora Hidegkutiho místo Pétera Palotáse. 19. září 1952 v utkání Středoevropského mezinárodního poháru proti Švýcarsku, kde Maďarsko po půlhodině hry prohrávalo 0:2, nahradil Palotáse Hidegkuti. Maďarsko, podpořeno Hidegkutim, v poločase vyrovnalo, a nakonec vyhrálo 4:2. 17. května 1953 pomohl Hidegkuti Maďarsku získat středoevropský titul, když skóroval při výhře 3:0 proti Itálii na Stadio Olimpico.
V roce 1953, na cestě do Londýna, aby hráli s Anglií, se Sebes a jeho Zlatá jedenáctka zastavili v Paříži a hráli zahřívací zápas proti Sebesově bývalému týmu (Olympique Billancourt), který před 3000 diváky porazili 18:1. 25. listopadu 1953 se Maďarsko utkalo s anglickým týmem, ve kterém byli Stanley Matthews, Stan Mortensen, Billy Wright a Alf Ramsey, a porazilo ho 6:3. V ohromující fotbalové show vstřelil hattrick Hidegkuti a dvakrát skóroval Ferenc Puskás. Po zápase byla uspořádána odveta jako zahřívací kolo na mistrovství světa 1954. Návrat se konal na Népstadionu v Budapešti, kde Maďarsko předvedlo další působivý výkon, když vyhrálo 7:1.

### Mistrovství světa ve fotbale 1954
Maďarsko vstoupilo do mistrovství světa v roce 1954 se sebevědomím a s nepřekonaným rekordem sahajícím až do roku 1950. Snadno postoupilo ze skupinové fáze, výhrami nad Jižní Koreou a slabým Německem. Ve čtvrtfinále pak Maďarsko vyhrálo 4:2 a přežilo střetnutí s Brazílií (známé také jako bitva o Bern). Zápas skončil rvačkou a Sebes skončil se čtyřmi stehy poté, co byl zasažen rozbitou lahví. V semifinále Maďarsko porazilo úřadující mistry světa Uruguay. Skóre bylo 2:2 v prodloužení, než dvakrát skóroval Sándor Kocsis a zpečetil další výhru 4:2. Ve finále se opět střetli s Německem; turnaj však skončil zklamáním pro Maďarsko, které během „Bernského zázraku“ prohrálo s N2mci 3:2.